# ザ・プレミアム
『ザ・プレミアム』は、NHK BSプレミアムで2011年4月の開局当初から、土曜日の19時から23時の間に放送される単発特別番組枠である。
同番組は、従前から放送されていた「ハイビジョン特集・ハイビジョンスペシャル」で取り上げた大作ドキュメンタリー（紀行・文化・歴史など）を始め、音楽コンサート、長時間の大作映画、更には地域発や連続テレビ小説からのスピンオフ作品などを含めた単発ドラマなど、毎週単発番組を数本ラインナップさせている。
2013年度と2014年度は主に1時間の単発ドキュメントと地域発単発ドラマを中心とした『水曜プレミアムスペシャル』が放送されたが、2015年度は水曜の単発枠が終了したため、事実上単発枠はこの『ザ・プレミアム』に統合されている。
2016年度からは月1回『スーパープレミアム』として放送される。

## 放送リスト

### 2013年
| 初回放送日 | タイトル                            |
| ---------- | ----------------------------------- |
| 12月23日   | 驚き!ニッポンの底力「鉄道王国物語」 |

### 2014年
| 初回放送日 | タイトル                                                                                |
| ---------- | --------------------------------------------------------------------------------------- |
| 01月04日   | よみがえる江戸城                                                                        |
| 01月11日   | 超常現象〜科学が挑む不可思議の世界〜第1集「さまよえる魂の行方」                         |
| 01月18日   | 超常現象〜科学が挑む不可思議の世界〜第2集「秘められた謎のパワー」                       |
| 02月08日   | 地球アドベンチャー冒険者たち原始のヒマラヤを行く〜写真家・石川直樹〜                    |
| 02月08日   | 栄倉奈々トルコ絶景バス紀行「感動！エーゲ海・地中海1500キロ」（前編）                    |
| 02月15日   | 栄倉奈々トルコ絶景バス紀行「感動！エーゲ海・地中海1500キロ」（後編）                    |
| 03月15日   | 月の魔法が命をよぶ グレートバリアリーフ大産卵                                           |
| 03月22日   | にっぽん百名山スペシャル「春を探して トキメキの山旅」                                   |
| 04月05日   | 世界で一番美しい瞬間（とき）スペシャル「春 花咲くとき」                                 |
| 04月19日   | ごちそうさんっていわしたい！                                                            |
| 04月26日   | 驚き！ニッポンの底力「巨大建築物語」                                                    |
| 05月10日   | ザ・テレビっ子〜“懐かし番組”大集合！第2弾〜                                             |
| 05月24日   | グレート・トラバース〜日本百名山一筆書き踏破〜「第一集 日本縦断7800km!」                |
| 06月21日   | 大アマゾン！怪魚ハンターが行く                                                          |
| 06月28日   | 浮世絵ツアー東海道名所歩き 「東京〜静岡の巻」                                           |
| 07月05日   | 浮世絵ツアー東海道名所歩き 「愛知〜京都の巻」                                           |
| 07月05日   | ゴジラの大逆襲〜お前は何者なのか                                                        |
| 07月19日   | プレシャス・ブルー〜カリブ海・クジラ親子に出会う旅〜                                    |
| 08月09日   | ドキュメンタリードラマ「撃墜 3人のパイロット」前編                                      |
| 08月16日   | ドキュメンタリードラマ「撃墜 3人のパイロット」後編                                      |
| 08月16日   | 幻解！超常ファイル ダークサイド・ミステリースペシャル 徹底追究！アメリカUFO神話に迫る！ |
| 08月30日   | おそろし〜三島屋変調百物語 (1)「曼珠沙華」                                              |
| 08月30日   | 138億年の超絶景！宇宙遺産100                                                            |
| 09月06日   | おそろし〜三島屋変調百物語 (2)「凶宅」                                                  |
| 09月06日   | 京都・祇園祭〜至宝に秘められた謎〜                                                      |
| 09月13日   | おそろし〜三島屋変調百物語 (3)「邪恋」                                                  |
| 09月20日   | おそろし〜三島屋変調百物語 (4)「魔鏡」                                                  |
| 09月27日   | おそろし〜三島屋変調百物語 (5)「家鳴り」                                                |
| 10月18日   | 花子とアン スピンオフスペシャル「朝市の嫁さん」                                         |
| 10月18日   | 探訪！築地市場 世界最大のフィッシュマーケットの謎                                       |
| 10月25日   | サマーピクニック Love&Peace                                                             |
| 11月01日   | 驚き！ニッポンの底力「自動車王国物語」                                                  |
| 11月22日   | グレートトラバース〜日本百名山一筆書き踏破〜「第五集 最終回 7,800km完全踏破へ！」       |
| 11月29日   | 史上最大の謎チンギス・ハンの墓〜俳優・東出昌大モンゴルの大地を行く〜                    |
| 12月06日   | 鶴田真由のミャンマーふしぎ体感紀行 前編「人々の夢 鉄道の旅」                            |
| 12月13日   | 鶴田真由のミャンマーふしぎ体感紀行 後編「自然と生きる大河の旅」                         |
| 12月27日   | 星の生まれる海へ〜中国・黄河源流への旅〜（前編）                                        |
| 12月28日   | 星の生まれる海へ〜中国・黄河源流への旅〜（後編）                                        |

### 2015年
| 初回放送日 | タイトル                                                              |
| ---------- | --------------------------------------------------------------------- |
| 01月01日   | 北川景子 垂直タイムトラベル in ローマ（前編）                         |
| 01月01日   | 草間彌生 わたしの富士山〜浮世絵版画への挑戦〜                         |
| 01月02日   | 北川景子 垂直タイムトラベル in ローマ（後編）                         |
| 01月02日   | 松下奈緒 四季の饗（きょう）宴〜京料理〜                               |
| 01月02日   | 堤真一×風と虹の大地〜南米パタゴニア・人類最大の旅をたどる〜           |
| 01月03日   | 京都人の密（ひそ）かな愉（たの）しみ                                  |
| 01月10日   | アイアングランマ (1)「ソルト&シュガー」(前編)                         |
| 01月17日   | ぐるっと地中海4000キロ「衝突と融合の海を行く」（前編）                |
| 01月17日   | アイアングランマ (2)「ソルト&シュガー」(後編)                         |
| 01月24日   | ぐるっと地中海4000キロ「衝突と融合の海を行く」（後編）                |
| 01月24日   | アイアングランマ (3)「ピンクトラップ」（前編）                        |
| 01月31日   | アイアングランマ (4)「ピンクトラップ」（後編）                        |
| 02月07日   | ロマノフ秘宝伝説 栄華を支えた女たち（前編）「サンクトペテルブルク」   |
| 02月07日   | アイアングランマ (5)「裏と表」（前編）                                |
| 02月14日   | ロマノフ秘宝伝説 栄華を支えた女たち（後編）「クレムリン」             |
| 02月14日   | アイアングランマ (6)「裏と表」（後編）                                |
| 02月21日   | ラギッド!（前編）                                                     |
| 02月28日   | ラギッド!（後編）                                                     |
| 02月28日   | 判事マツケン〜一刀両断!?天才たちの“破天荒人生”〜                      |
| 03月07日   | 京都御所 至高の美の守り人                                             |
| 03月14日   | 京都 ふしぎの宿の物語                                                 |
| 03月21日   | たけしの“これがホントのニッポン芸能史”                                |
| 03月21日   | 深海のロストワールド 追跡!謎の古代魚                                  |
| 03月28日   | “まつり”にかけた演歌道〜北島三郎 最終公演〜                           |
| 04月11日   | 春ソング2015〜あなたに贈る名曲セレクション                            |
| 04月11日   | 井浦新 アジアハイウェイを行く 第1集「変貌する文明の十字路」           |
| 04月25日   | マッサン スピンオフ（前編）「すみれの家出」                           |
| 04月25日   | 風雲！大歴史実験「豊臣・徳川 天下統一の秘密」                         |
| 05月02日   | マッサン スピンオフ（後編）「たそがれ好子」                           |
| 05月09日   | 井浦新 アジアハイウェイを行く 第2集「知られざるイスラム大国」         |
| 05月16日   | 怪魚ハンターが行く！〜犬を飲み込む魚!?オーストラリアに追う〜          |
| 06月06日   | 驚き！ニッポンの底力「鉄道王国物語2」                                 |
| 06月13日   | 天海祐希 魔法と妃（きさき）と女たち「ロンドン編」                     |
| 06月13日   | 幻解!超常ファイル・スペシャル 謎の超古代文明を徹底解明！              |
| 06月20日   | 天海祐希 魔法と妃（きさき）と女たち「スコットランド編」               |
| 06月20日   | 井浦新 アジアハイウェイを行く 第3集「中央アジア 再生への道」          |
| 07月11日   | たけしの“これがホントのニッポン芸能史”(2)                             |
| 07月18日   | 鈴木亮平“世界ミステリー遺産”に挑む！「アドリア海縦断」前編            |
| 07月25日   | 鈴木亮平“世界ミステリー遺産”に挑む！「アドリア海縦断」後編            |
| 07月25日   | 風雲！大歴史実験「戦国鉄砲隊VS騎馬軍団」                              |
| 08月01日   | 玉音放送を作った男たち                                                |
| 08月01日   | グレートトラバース2 第一集「春〜初夏・北海道10座に挑む」              |
| 08月15日   | 京都人の密（ひそ）かな愉（たの）しみ 夏                               |
| 08月15日   | ドキュメンタリードラマ 戦後ゼロ年                                     |
| 09月12日   | グレートトラバース2 第二集「夏・東北〜新潟 18座に挑む」               |
| 09月19日   | 鶴田真由のキューバふしぎ体感紀行 前編「陽気なカリビアン」             |
| 09月26日   | 鶴田真由のキューバふしぎ体感紀行 後編「船でめぐる、カリブの大自然」   |
| 10月03日   | にっぽんトレッキングBest20!・秋                                       |
| 10月10日   | たけしの“これがホントのニッポン芸能史”(3)                             |
| 10月10日   | グレートトラバース2 第三集「夏から秋・関東〜南アルプス19座に挑む」    |
| 10月24日   | まれ〜また会おうスペシャル〜 前編「僕と彼女のサマータイムブルース」   |
| 10月31日   | まれ〜また会おうスペシャル〜 後編「一子の恋〜洋一郎25年目の決断〜」   |
| 10月31日   | 風神雷神図を描いた男 天才絵師・俵屋宗達の正体                         |
| 11月07日   | 拝啓 高倉健様                                                         |
| 11月14日   | 怪魚ハンターが行く！北米大陸 3メートルの巨大魚を追う                  |
| 11月14日   | グレートトラバース2 第四集「秋・日本アルプス大縦断」                  |
| 11月21日   | 井浦新 アジアハイウェイを行く 第4集「イスラムの道・多民族国家の選択」 |
| 12月19日   | 井浦新 アジアハイウェイを行く 第5集「“インドシナ回廊”心を映す道｣      |
| 12月26日   | たけしの“これがホントのニッポン芸能史”(4)                             |
| 12月26日   | グレートトラバース2 第五集「晩秋 北アルプスから西へ！14座に挑む」     |
| 12月28日   | 戦後70年 HIBARIフェス!from 1945 to 2015 〜みんなひばりが好きだった〜  |

### 2016年
| 初回放送日 | タイトル |
| ---------- | --- |
| 01月01日   | 瀬戸内寂聴93歳 生きて、老いて、愛して、食べて                                                                |
| 01月02日   | もてなし巡礼 心のごちそう召し上がれ                                                                          |
| 01月03日   | 大江戸炎上                                                                                                   |
| 01月09日   | アガサ・クリスティーの真実〜ミステリーの舞台裏への招待状〜                                                   |
| 01月30日   | グレートトラバース2 第六集 最終回「冬・四国・中国・九州の山々 12座に挑む」                                   |
| 02月06日   | 井浦新 アジアハイウェイを行く 第6集 東アジア“隣人たち”の素顔                                                 |
| 02月13日   | 土屋太鳳が行く!欧州スイーツ紀行〜パリ・アルザス・ウィーン〜                                                  |
| 02月20日   | たけしのこれがホントのニッポン芸能史（5） ものまね                                                           |
| 03月05日   | ガウディの迷宮〜サグラダ・ファミリア100年の夢〜                                                              |
| 03月12日   | 堤真一×地球創世の大地〜オーストラリア大陸3千キロ                                                             |
| 03月19日   | プレシャス ブルー〜幻の人魚伝説 ジュゴンとの出会い〜                                                         |
| 03月19日   | 京都人の密（ひそ）かな愉（たの）しみ 冬                                                                      |
| 04月02日   | 鈴木亮平 世界のミステリー遺産に挑む カリブ海縦断                                                             |
| 04月09日   | たけしのこれがホントのニッポン芸能史（6） 演歌                                                               |
| 04月23日   | あさが来た「割れ鍋に閉じ蓋」                                                                                 |
| 04月30日   | 若冲 いのちのミステリー                                                                                      |
| 05月07日   | ぐっさんのニッポン国道トラック旅・1号線!                                                                     |
| 06月18日   | たけしのこれがホントのニッポン芸能史（7）マジック                                                            |
| 06月18日   | 怪魚ハンターが行く! アジア〜“巨大魚ベルト地帯”の旅〜                                                         |
| 07月02日   | グレートトラバース外伝「大冒険パタゴニア〜田中陽希 世界の頂点に挑む〜」                                      |
| 07月23日   | 「にっぽんトレッキング100 夏のオススメBest10」                                                               |
| 07月30日   | 寅さん、何を考えていたの?〜渥美清・心の旅路〜                                                                |
| 08月06日   | スペシャルドラマ 戦艦武蔵                                                                                    |
| 08月13日   | 知られざる 恐竜王国ニッポン                                                                                  |
| 08月20日   | 幻解!超常ファイル ダークサイド・ミステリースペシャル 「アメリカUFO神話 Part2 政府は異星人を隠しているのか?」 |
| 09月10日   | 華族 150年の旅路〜激動を生き抜いた日本の名家〜                                                               |
| 09月17日   | 世界プリンセス物語〜愛される理由とは〜                                                                       |
| 09月24日   | モナコ宮殿のおいしい食卓〜アルベール大公とガルシア料理長〜                                                   |
| 09月24日   | 限界に挑め!天空の超人たち〜激走!日本アルプス・2016〜                                                         |
| 10月08日   | たけしのこれがホントのニッポン芸能史（8）コミックソング                                                      |
| 11月05日   | ぐっさんのニッポン国道トラック旅! 2号線                                                                      |
| 11月05日   | 京都人の密（ひそ）かな愉（たの）しみ 月夜の告白                                                              |
| 11月12日   | 絶景にっぽんの月の夜                                                                                         |
| 11月26日   | にっぽんトレッキング100「紅葉!温泉!秋のおススメBest10」                                                      |
| 12月03日   | 知られざる古代文明「発見!ナスカ・大地に隠された未知なる地上絵」                                              |
| 12月10日   | 知られざる古代文明「発見!マヤ・密林に隠されたピラミッドと謎の石舞台」                                        |
| 12月17日   | 知られざる古代文明「天空の謎 マチュピチュ〜21のミステリーを徹底究明〜」                                      |

### 2017年
| 初回放送日 | タイトル                                                                        |
| ---------- | ------------------------------------------------------------------------------- |
| 01月01日   | 時空超越 ドキュメンタリードラマ「江戸城無血開城」                               |
| 01月03日   | 英雄たちの選択新春スペシャル「"ニッポン"のあけぼの古代人のこころと文明に迫る!」 |
| 01月07日   | たけしのこれがホントのニッポン芸能史（9）時代劇                                 |
| 01月07日   | 「二条城〜戦国から太平へ〜」                                                    |
| 02月04日   | 驚き!ニッポンの底力「鉄道王国物語3」                                            |
| 02月11日   | 怪魚ハンターが行く! 南米大陸 “最後の楽園”に巨大魚を見た                         |
| 02月11日   | 行くぞ！最果て！秘境×鉄道                                                       |
| 03月11日   | 東北さくら紀行（NHK東日本大震災プロジェクトの一環として放送）                   |
| 05月13日   | 京都人の密かな愉しみ 桜散る                                                     |